# Phytometra cincta
Phytometra cincta là một loài bướm đêm trong họ Erebidae.